# Gūsh Borān
Gūsh Borān (persiska: گوش بران, Gūshborān) är en ort i Iran.   Den ligger i provinsen Kermanshah, i den västra delen av landet, 400 km väster om huvudstaden Teheran. Gūsh Borān ligger 1 433 meter över havet och antalet invånare är 180.
Terrängen runt Gūsh Borān är kuperad åt sydväst, men åt nordost är den platt. Runt Gūsh Borān är det ganska tätbefolkat, med 185 invånare per kvadratkilometer. Närmaste större samhälle är Kahrīz, 17,2 km nordväst om Gūsh Borān. Omgivningarna runt Gūsh Borān är i huvudsak ett öppet busklandskap.